# 5 Stars
5 Stars è un singolo del rapper colombiano C. Tangana, del rapper argentino Duki e di Neo Pistea, pubblicato il 20 novembre 2019.

## Tracce
1. 5 Stars – 4:05